# Mélèze subalpin
Larix lyallii
Espèce
Classification phylogénétique
Statut de conservation UICN

 LC  : Préoccupation mineure
Le mélèze subalpin (Larix lyallii) est une espèce d'arbre de la famille des Pinaceae originaire d'Amérique du Nord. Il vit à des altitudes comprises entre 1 800 et 2 400 m dans les montagnes Rocheuses d'Idaho, du Montana, de la Colombie-Britannique et d'Alberta. Haut de 10 à 25 mètres, son tronc est conique et fin.